# Thomas Brendgens-Mönkemeyer
Thomas Brendgens-Mönkemeyer (* 1952 als Thomas Brendgens) ist ein deutscher Jazzmusiker (Gitarre, Komposition).

## Leben und Wirken
Brendgens-Mönkemeyer studierte von 1971 bis 1975 Germanistik und Philosophie an der Ruhr-Universität Bochum, zwischen 1975 und 1979 klassische Gitarre an den Musikhochschulen Dortmund und Köln bei Werner Kämmerling. Er machte Meisterkurse bei Karl Scheit, Jim Hall und Barney Kessel und absolvierte 1978 einen Studienaufenthalt am Berklee College of Music in Boston. Während des Studiums war er Mitglied im Jugendjazzorchester NRW.
Zwischen 1979 und 1981 konzertierte Brendgens-Mönkemeyer mit dem New Quintet  und ab 1982 bis 1984 war Brendgens-Mönkemeyer mit seinem Quartett Mind & Body Ensemble in der Bundesrepublik, der Schweiz und Frankreich auf Tournee. Mit dem Saxophonisten Jochen Voß entwickelte er seit 1988 ein Duo, das mehr als ein Jahrzehnt lang in ganz Deutschland auftrat und zwei CDs veröffentlichte. 1990 erhielt es den Förderpreis des Landes Niedersachsen.
In den letzten Jahren gab er viele Konzerte und arbeitete im Duo mit Woody Mann, mit John Stowell, mit dem Lautenisten Johannes Vogt, mit Evelyn Gramel und mit Lyambiko sowie im Trio mit Tilman Höhn und Frank Haunschild. Gelegentliche Duopartner waren Sigi Busch, Larry Coryell und Heiner Franz. Es kam zu Auftritten bei verschiedenen Festivals in Deutschland, Frankreich, Großbritannien, Dänemark, Polen und Argentinien; er war Festival-Artist beim internationalen Ibanez-Guitar-Festival 2013 als Spezialist für Jazzgitarre.
Weiterhin wirkte Brendgens-Mönkemeyer 2010 mit bei der Aufführung von Pierre Boulez’ Dialogues mit dem Oldenburger Staatsorchester und 1990 in einem Ensemble für zeitgenössische Musik mit (Konzerte sowie Sommerfestival in Lodz, Polen). Auch war er als Komponist und Interpret an der Produktion des Films Der Sommer im Winter (2011) von Ulla Haschen und Karl-Heinz Heilig beteiligt. Er veröffentlichte eigene Kompositionen für 1–2 Gitarren im Druck (Trekel Musik, Hamburg).
Brendgens-Mönkemeyer war bereits während des Studiums in der Lehre an der Musikhochschule Köln, der Universität Köln und der Gesamthochschule Duisburg aktiv. Seit 1984 nahm er Lehrtätigkeiten an der Universität Oldenburg und den Musikhochschulen in Hannover, Bremen und Hamburg wahr. Von 1997 bis 1999 vertrat er eine Professur an der Hochschule für Künste Bremen und leitete dort die Studienrichtung Jazz und jazzverwandte Musik. Er ist Honorarprofessor für Jazzgitarre an der Hochschule für Musik, Theater und Medien Hannover.
Brendgens-Mönkemeyer schrieb weiterhin für die deutschsprachigen Gitarren-Zeitschriften Staccato und Akustik Gitarre sowie die amerikanische Jazzgitarrenzeitschrift Just Jazz Guitar.
Brendgens-Mönkemeyer ist verheiratet mit der Künstlerin Heidemarie Mönkemeyer. Das Paar hat drei erwachsene Kinder, darunter der Bratschist Nils Mönkemeyer. 

## Diskographische Hinweise
- Thomas Brendgens' Mind & Body Ensemble Jazz & More (1982, mit Reiner Winterschladen, Walfried Böcker, Jürgen Dahmen)
- Jochen Voß & Thomas Brendgens-Mönkemeyer Alterations (Acoustic Music, 1993)
- Jochen Voß & Thomas Brendgens-Mönkemeyer Textures (Jardis 1999)
- Beauty (Jardis 2005, solo)
- Lightness (Roof Music 2006, solo)
- Evelyn Gramel & Thomas Brendgens-Mönkemeyer On a Clear Day (2018)